# Hermilando Mandanas

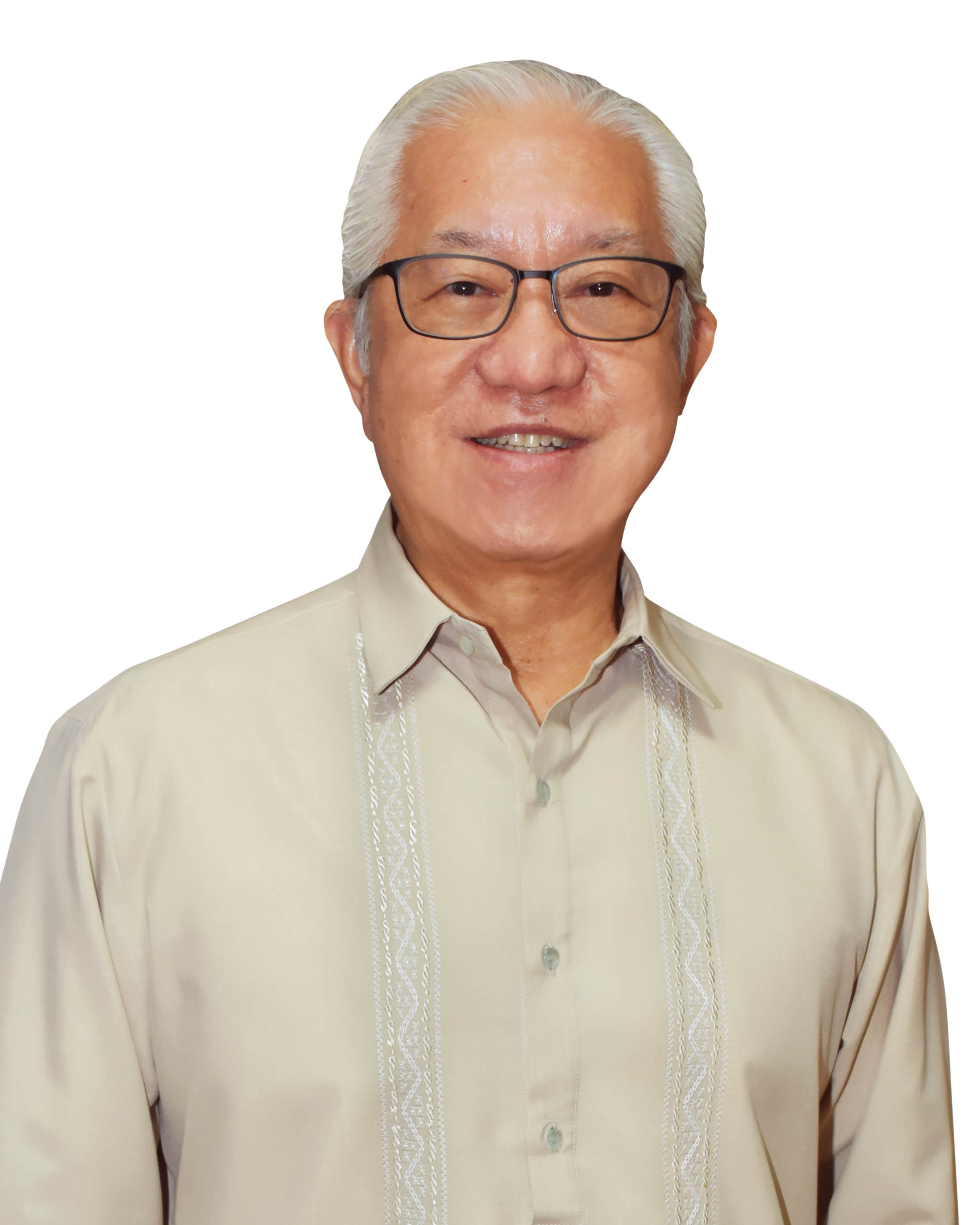
Retrato Oficial, 2016

Hermilando Ingco Mandanas (nascido em 25 de março de 1944), também conhecido como Dodo Mandanas e coloquialmente como Dodo, é um político filipino que serviu como Governador de Batangas desde 2016; anteriormente ocupou essa posição de 1995 até 2004. Ele serviu como Membro da Câmara dos Representantes das Filipinas, representando o 2º Distrito de Batangas de 2004 até 2013.

## Infância e educação
Hermilando Ingco Mandanas nasceu em 25 de março de 1944, em Bauan, Batangas. Seus pais eram Ernesto Ylagan Mandanas e Azucena Garcia Ingco.
Ele estudou na Bauan Aplaya Elementary School de 1949 a 1955 e concluiu o Ensino Médio no St. Bridget College de 1955 a 1959. Ele concluiu seu bacharelado em Ciências do Comércio como constante integrante da lista de honra do decano – primeiro honra no De La Salle College em 1963. Depois, tornou-se um estudioso universitário na Universidade das Filipinas e estudou para seu mestrado em administração de empresas, onde se formou na lista de honra em 1969. Ele obteve seu grau honorário (honoris causa) como doutor em humanidades na Universidade Estadual de Batangas.
Ele também serviu como presidente do Departamento de Contabilidade (1968–1969), decano associado da Escola de Comércio (1967–1969) e membro do conselho de administração (1979–1985) na Universidade De La Salle.

## Carreira

### Setor privado
Mandanas começou trabalhando para diferentes empresas. Ele foi supervisor da Carlos J. Valdes & Co. de 1963 a 1965. Depois, atuou como assistente executivo do presidente do Far East Bank and Trust Company. Em 1972, ele foi presidente da Fereit Realty Development Corporation até 1975 e como Delegado Comercial Filipino do Banque Francaise Du Commerce Exterior de 1975 a 1978. Em seguida, tornou-se diretor-gerente da Manila & Hong Kong Capital Corporation de 1980 até 1987.
Ele também atuou como diretor das seguintes entidades: Alpa Asia Hotels & Resorts Incorporated; United States Capital Corporation; Philippines-China Development Corporation; Oriental Pacific Equities (Hong Kong); Manila Taiwan Development Corporation; Apex Mining and Exploration Company e Rural Bank of Batangas.
De 1987 a cerca de 1995, ele também foi o presidente e diretor das seguintes empresas: Omnivest; Hedge Issues Management; Abacus Consolidated Holdings; Suricon Resources Corp.; e HIM Management Corp.

### Setor governamental
Após a emissão do Decreto Presidencial Nº 1396, Mandanas serviu como o primeiro gerente geral da Corporação de Desenvolvimento de Assentamentos Humanos sob o ex-presidente Ferdinand Marcos, Sr.
De 1995 a 2004, ele serviu como Governador de Batangas e, ao mesmo tempo, presidente da Federação do Conselho de Desenvolvimento Regional das Filipinas. Ele também atuou como presidente do Conselho de Desenvolvimento Regional (Região IV-A, Tagalog do Sul) de 1995 a 2004, do Conselho Regional de Paz e Ordem (Região IV-A) de 1995 a 2001 e de 2003 a 2004, e do Conselho Coordenador de CALABARZON de 2001 a 2004.
De 2004 a 2013, ele serviu como representante do 2º distrito de Batangas, ocupando posições como ex-presidente do Comitê de Meios e Arrecadação, vice-presidente de Assuntos Econômicos e membro da maioria em vários comitês, incluindo Bancos e Intermediários Financeiros, Conversão de Bases, Área de Crescimento da ASEAN Oriental, Energia, Relações Exteriores, Globalização e OMC, Empresas Governamentais e Privatização, Objetivos de Desenvolvimento do Milênio, Defesa Nacional e Segurança, e Comércio e Indústria. Além disso, ele presidiu Comitês de Supervisão do Congresso que supervisionavam o Programa de Reforma Tributária Abrangente, Exame Físico de Artigos Importados e Assistência ao Desenvolvimento Oficial, e foi membro do comitê da Lei de Medidas de Salvaguarda. Durante seu mandato, ele e o Governador de Bataan, Enrique Garcia Jr., peticionaram ao Supremo Tribunal das Filipinas por uma maior participação nas receitas internas nacionais para as unidades governamentais locais, levando à Decisão Mandanas-Garcia, nomeada em homenagem a eles.
Em 2016, ele foi reeleito para seu segundo mandato como Governador de Batangas.

### Prêmios/citações recebidas
- Medalha de Sabedoria e Coragem de Philconsa, Phil. Associação da Constituição, 8 de fevereiro de 2012 (Dia da Constituição)
- Prêmio Dangal Ng Pilipinas de 2006, União de Consumidores das Filipinas
- Premiado Regional Kabalikat de 2005, Autoridade de Educação Técnica e Desenvolvimento de Habilidades
- 2004, 2005, 2006, 2007, 2008, 2009, Congressista mais destacado, Makati Graduate School, Congress Magazine, MV Gallego Foundation
- Funcionário público de destaque em 2004, União dos Consumidores das Filipinas, 15º Prêmio Anual Nacional dos Consumidores
- Prêmio Governador de Destaque, 2º Prêmio de Liderança do Governo Local, Senado, República das Filipinas, 2002 e 2003
- Premiado Gawad Parangal, Governador Provincial Mais Destacado, 7º Fórum Nacional de Bem-Estar Social e Desenvolvimento, outubro de 2003
- Premiado com a Bandeira Verde de Nutrição Provincial de 2002, na região de Calabarzon, Conselho Nacional de Nutrição, setembro de 2003
- Governador mais destacado das Filipinas, premiado pela PNP Maritime, 2002*
- Prêmio Kabalikat 2000, Tesda
- Governador mais destacado de Calabarzon, Leader Magazine, 9 de julho de 2000

### Conquistas
- O primeiro governador a conceder honorários aos Trabalhadores de Saúde do Barangay, Bolsistas de Nutrição do Barangay, Oficiais de Ponto de Serviço do Barangay, Tanod do Barangay, etc.
- Ele também foi o primeiro a conceder benefícios do PhilHealth aos Trabalhadores de Saúde do Barangay, Bolsistas de Nutrição do Barangay, Oficiais de Ponto de Serviço do Barangay, Tanod do Barangay.
- Ele também foi o primeiro a conceder bolsas de estudo a estudantes merecedores.[necessário esclarecer][ esclarecimento necessário ]

## Vida pessoal
A primeira esposa de Mandanas foi Regina Reyes Mandanas, filha do ex-comissário do Bureau de Imigração Edmundo Reyes Sr. e da governadora de Marinduque Carmencita O. Reyes, até seu falecimento em 5 de maio de 2022 devido a sepse.
Em 8 de maio de 2024, Mandanas casou-se com sua segunda esposa, a advogada Angelica Chua, que é natural de Ibaan e 48 anos mais jovem que ele. A cerimônia ocorreu na Basílica da Imaculada Conceição na cidade de Batangas, seguindo relatos anteriores de que o casal começou a namorar no início do ano.